# Les Refuges de pierre
Les Refuges de pierre (titre original en anglais : The Shelters of Stone) est le cinquième des six volumes de la saga Les Enfants de la Terre de Jean M. Auel. Il est paru en 2002.

## Résumé
Ayla et Jondalar sont enfin parvenus à la Neuvième Caverne des Zelandonii, où la jeune femme rencontre toute la famille et les proches de son compagnon. Le cœur de ce livre réside dans la tension créée par l'art de guérir d'Ayla, sa grossesse et son acceptation par le peuple de Jondalar, les Zelandonii. Ayla fut élevée par des Hommes de Néandertal (le Clan), surnommés « Têtes Plates » par les Zelandonii, que ceux-ci considèrent comme des animaux. Pour que les Zelandonii acceptent Ayla, ils doivent d'abord surmonter leurs préjugés contre les Néandertaliens. Par chance pour Ayla et Jondalar, quelques-uns des Zelandonii au plus haut rang ont déjà des doutes sur ce jugement.
Deux de ces membres, Echozar et Brukeval, sont partiellement d'ascendance néandertalienne (ce sont des « sangs-mêlés »). Echozar, au moins, est rasséréné par la propre histoire d'Ayla et par son mariage prévu avec Joplaya, la « cousine » (en fait la demi-sœur) de Jondalar. Brukeval, à l'inverse, rejette violemment son hérédité et refuse d'entendre raison.
Le premier amour de Jondalar, Zolena, est devenue Zelandoni, la Première de Celles Qui Servent. Elle soutient l'adoption d'Ayla parmi la Zelandonia, ne serait-ce que pour son savoir de guérisseuse qu'elle apporte à la caverne, même si Ayla doit également surmonter le sentiment qu'elle n'est pas douée pour cela. Après avoir vu Ayla aider un chasseur mortellement blessé à vivre suffisamment longtemps pour pouvoir revoir sa compagne, la Première a le sentiment qu'Ayla a besoin d'entrer dans le giron de la Zelandonia (des mystiques, nommés d'après le nom de leur Peuple pour s'identifier avec lui) afin qu'elle soit acceptée comme guérisseuse par tout le monde à la Neuvième Caverne.

## Cadre géographique
Le cadre est situé dans la région de la vallée de la Vézère, dans le Périgord. Quant à la Neuvième Caverne, elle correspond au site paléolithique de Laugerie-Haute.
Ces précisions sont apportées par Jean M. Auel elle-même dans les remerciements adressés à la fin du livre, et dans la carte du territoire zélandonii que l'on peut retrouver dans le sixième et dernier volume de la série des Enfants de la Terre, Le pays des grottes sacrées (2011).